# Altamura
Altamura is een Italiaanse stad in de regio Apulië, in de provincie Bari. De stad wordt ook wel Leonessa di Puglia genoemd; de leeuwin van Apulië. Het is de grootste stad in de streek de Murgia, een kaal hoogland op de grens van de regio's Apulië en Basilicata. Uit opgravingen is gebleken dat het gebied al zeker 400.000 jaar door de mens bewoond is. Na enkele malen te zijn verwoest groeit Altamura in de dertiende eeuw uit tot een stad onder het bewind van Keizer Frederik II. Uit deze periode stamt ook het belangrijkste bouwwerk van de stad; de immense kathedraal.
Nabij de stad ligt de grot Lamalunga, hierin is het 200.000 jaar oude skelet gevonden van de Man van Altamura. Door de vele kalkhoudende waterdruppels die er eeuwenlang op zijn gevallen heeft het een bizar koraalachtig uiterlijk gekregen. Nog ouder zijn de sporen van dinosauriërs die op vier kilometer van het centrum gevonden zijn, nabij Pontrelli. Het gaat om enkele duizenden afdrukken van ten minste vijf soorten.
Negen kilometer van de stad ligt il Pulo, een enorme doline in het karstlandschap van de Murgia. Het gat heeft een doorsnede van 500 meter en is 75 meter diep.

## Geboren
- Giacinto Berloco (1941), Apostolisch diplomaat en titulair aartsbisschop
- Michele Castoro (1952-2018), geestelijke en aartsbisschop

## Galerij

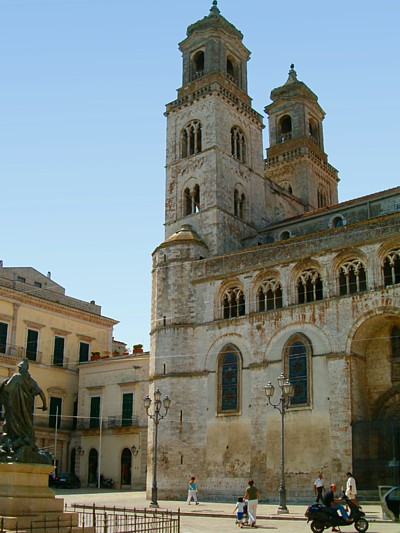
Kathedraal van Altamura
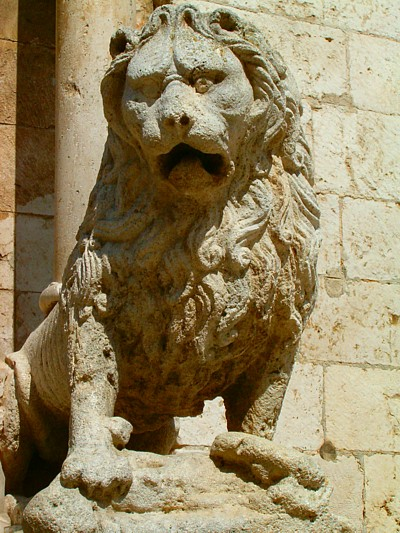
Detail van de kathedraal
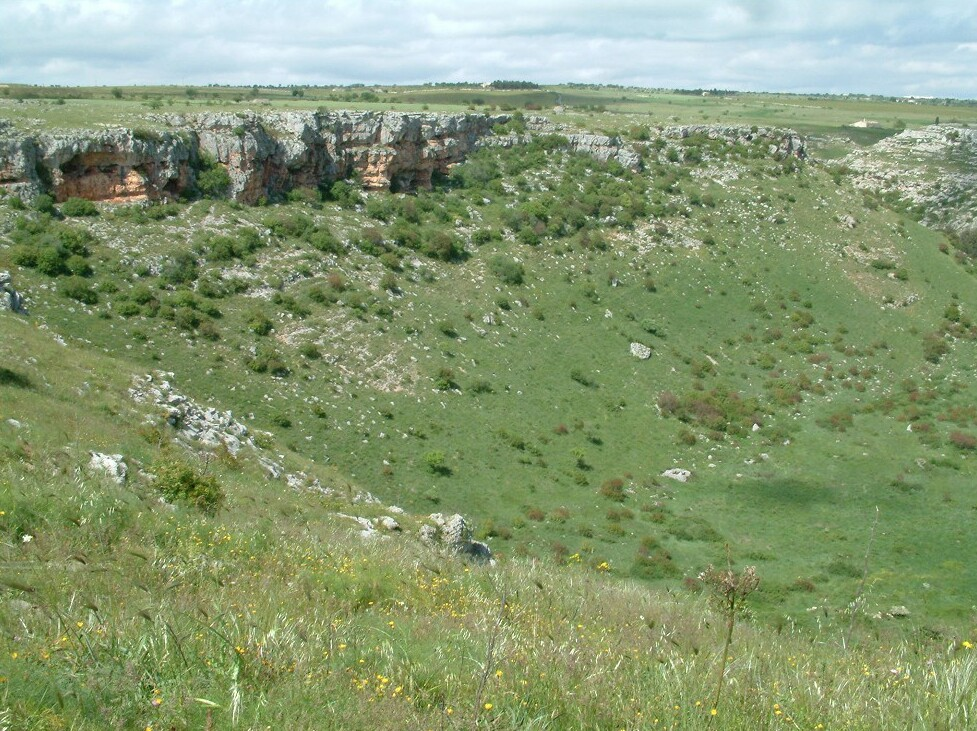
Pulo di Altamura

## Bron
1. ↑  https://demo.istat.it/?l=it.
2. ↑  Gal Terre di Murgia[dode link]

Acquaviva delle Fonti · Adelfia · Alberobello · Altamura · Bari · Binetto · Bitetto · Bitonto · Bitritto · Capurso · Casamassima · Cassano delle Murge · Castellana Grotte · Cellamare · Conversano · Corato · Gioia del Colle · Giovinazzo · Gravina in Puglia · Grumo Appula · Locorotondo · Modugno · Mola di Bari · Molfetta · Monopoli · Noci · Noicàttaro · Palo del Colle · Poggiorsini · Polignano a Mare · Putignano · Rutigliano · Ruvo di Puglia · Sammichele di Bari · Sannicandro di Bari · Santeramo in Colle · Terlizzi · Toritto · Triggiano · Turi · Valenzano